# Zdeněk Burian
Zdeněk Burian, češki slikar, ilustrator in paleontolog, * 11. februar 1905, Kopřivnice, Avstro-Ogrska (sedaj Češka), † 1. julij 1981, Praga, Češkoslovaška (sedaj Češka).
Ustvaril je več kot 15.000 slik in risb, prav tako je ilustriral čez 500 knjig in 600 knjižnih naslovnic.
Prav tako je znan kot pomemben ilustrator na področju paleontologije.